# Opuntia deamii
Opuntia deamii là một loài thực vật có hoa trong họ Cactaceae. Loài này được Rose mô tả khoa học đầu tiên năm 1911.